# Elton Kabangu
Elton Daniël Kabangu (Cortrique, 8 de febrero de 1998) es un futbolista belga que juega de delantero en el Heart of Midlothian F. C. de la Scottish Premiership.

## Trayectoria
Debutó en la Eerste Divisie con el F. C. Eindhoven en un partido contra el S. C. Telstar y marcó dos goles tras salir del banquillo al final de la primera parte del empate a 2-2.
El 9 de junio de 2023 el Union Saint-Gilloise confirmó su fichaje con un contrato válido hasta 2026. Un año antes fue traspasado al Heart of Midlothian F. C., equipo en el que ya había competido en el tramo final de la temporada anterior como cedido.

## Estadísticas

### Clubes
Actualizado al último partido disputado el 30 de octubre de 2024.
| Club                                  | Div.          | Temporada     | Liga  | Liga  | Liga   | Copas nacionales | Copas nacionales | Copas nacionales | Copas internacionales | Copas internacionales | Copas internacionales | Total | Total | Total  |
| Club                                  | Div.          | Temporada     | Part. | Goles | Asist. | Part.            | Goles            | Asist.           | Part.                 | Goles                 | Asist.                | Part. | Goles | Asist. |
| ------------------------------------- | ------------- | ------------- | ----- | ----- | ------ | ---------------- | ---------------- | ---------------- | --------------------- | --------------------- | --------------------- | ----- | ----- | ------ |
| F. C. Eindhoven · Países Bajos        | 2.ª           | 2017-18       | 38    | 10    | 10     | 2                | 0                | 0                | ―                     | ―                     | ―                     | 40    | 10    | 10     |
| F. C. Eindhoven · Países Bajos        | 2.ª           | 2018-19       | 36    | 8     | 4      | 1                | 0                | 0                | ―                     | ―                     | ―                     | 37    | 8     | 4      |
| F. C. Eindhoven · Países Bajos        | Total club    | Total club    | 74    | 18    | 14     | 3                | 0                | 0                | 0                     | 0                     | 0                     | 77    | 18    | 14     |
| Willem II · Países Bajos              | 1.ª           | 2019-20       | 4     | 0     | 0      | 0                | 0                | 0                | ―                     | ―                     | ―                     | 4     | 0     | 0      |
| Willem II · Países Bajos              | 1.ª           | 2021-22       | 24    | 3     | 0      | 0                | 0                | 0                | ―                     | ―                     | ―                     | 24    | 3     | 0      |
| Willem II · Países Bajos              | 1.ª           | 2022-23       | 30    | 13    | 5      | 0                | 0                | 0                | ―                     | ―                     | ―                     | 30    | 13    | 5      |
| Willem II · Países Bajos              | Total club    | Total club    | 58    | 16    | 5      | 0                | 0                | 0                | 0                     | 0                     | 0                     | 58    | 16    | 5      |
| Royale Union Saint-Gilloise · Bélgica | 1.ª           | 2023-24       | 15    | 1     | 1      | 3                | 0                | 0                | 1                     | 0                     | 0                     | 19    | 1     | 1      |
| Royale Union Saint-Gilloise · Bélgica | 1.ª           | 2024-25       | 7     | 0     | 0      | 2                | 1                | 0                | 3                     | 0                     | 0                     | 12    | 1     | 0      |
| Royale Union Saint-Gilloise · Bélgica | Total club    | Total club    | 22    | 1     | 1      | 5                | 1                | 0                | 4                     | 0                     | 0                     | 31    | 2     | 1      |
| Total carrera                         | Total carrera | Total carrera | 154   | 35    | 20     | 8                | 1                | 0                | 4                     | 0                     | 0                     | 166   | 36    | 20     |

## Palmarés

### Títulos nacionales
| Título               | Club                 | País    | Año  |
| -------------------- | -------------------- | ------- | ---- |
| Copa de Bélgica      | Union Saint-Gilloise | Bélgica | 2024 |
| Supercopa de Bélgica | Union Saint-Gilloise | Bélgica | 2024 |